# Liste von Erhebungen in Schleswig-Holstein

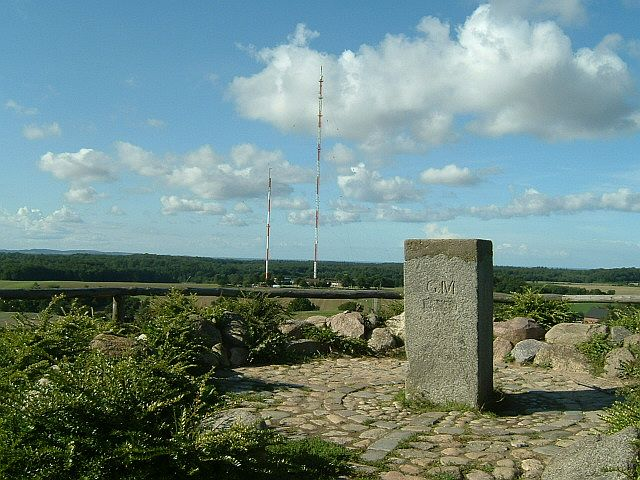
Gipfel des Bungsbergs, der höchsten Erhebung in Schleswig-Holstein

Die Liste von Erhebungen in Schleswig-Holstein enthält eine Auswahl bekannter Erhebungen im deutschen Bundesland Schleswig-Holstein.

## Erhebungen über 90 m
| Name                    | Höhe (m ü. NHN) | Landkreis/ kreisfreie Stadt | Lage                                   | Bemerkung | Geo-Koordinaten              |
| Bungsberg               | 167,4           | Ostholstein                 | nordwestlich von Schönwalde            | höchste Erhebung des Kreises Ostholstein | 54° 12′ 39″ N, 10° 43′ 25″ O |
| Strezerberg             | 130             | Plön                        | bei Giekau                             | höchste Erhebung des Kreises Plön | 54° 18′ 40″ N, 10° 32′ 53″ O |
| Pilsberg                | 128             | Plön                        | bei Panker                             | | 54° 19′ 29″ N, 10° 32′ 55″ O |
| Voßberg                 | 127,3           | Plön                        | bei Kirchnüchel                        | | 54° 13′ 8″ N, 10° 40′ 54″ O  |
| Sternberg               | 118             | Plön                        | bei Altharmhorst, Gemeinde Kirchnüchel | | 54° 13′ 24″ N, 10° 40′ 39″ O |
| Scheelsberg             | 105,8           | Rendsburg-Eckernförde       | Hüttener Berge, bei Ascheffel          | höchste Erhebung des Kreises Rendsburg-Eckernförde | 54° 25′ 44″ N, 9° 39′ 48″ O  |
| Kleiner Hahnheider Berg | 100             | Stormarn                    | Hahnheide                              | höchste Erhebung des Kreises Stormarn | 53° 37′ 24″ N, 10° 26′ 46″ O |
| Weiberberg              | 100             | Ostholstein                 | bei Harmsdorf                          | | 54° 13′ 51″ N, 10° 49′ 26″ O |
| Heidberg                | 99,1            | Rendsburg-Eckernförde       | Hüttener Berge, bei Ascheffel          | | 54° 25′ 28″ N, 9° 40′ 3″ O   |
| Großer Hahnheider Berg  | 99              | Stormarn                    | Hahnheide                              | | 53° 36′ 53″ N, 10° 27′ 30″ O |
| Aschberg                | 97,7            | Rendsburg-Eckernförde       | Hüttener Berge, bei Ascheffel          | | 54° 25′ 2″ N, 9° 41′ 29″ O   |
| Kieler Berg             | 94              | Rendsburg-Eckernförde       | bei Westensee                          | höchste Erhebung im Naturpark Westensee | 54° 15′ 0″ N, 9° 53′ 49″ O   |
| Gömnitzer Berg          | 94              | Ostholstein                 | bei Neustadt                           | | 54° 6′ 37″ N, 10° 44′ 36″ O  |
| Haferberg               | 94              | Herzogtum Lauenburg         | bei Geesthacht                         | höchste Erhebung des Kreises Herzogtum Lauenburg | 53° 26′ 5″ N, 10° 23′ 55″ O  |
| Schweinhagen            | 91,7            | Segeberg                    | in Boostedt                            | höchste Erhebung des Kreises Segeberg; ursprünglich ca. 96 m; im Zuge des Baus der ehemaligen Radarstation Boostedt in den 1970er Jahren um 4,3 m auf die heutige Höhe abgesenkt | 54° 0′ 14″ N, 10° 2′ 49″ O   |
| Segeberger Kalkberg     | 91              | Segeberg                    | in Bad Segeberg                        | | 53° 56′ 8″ N, 10° 19′ 0″ O   |
| Rathkrügen              | 91              | Segeberg                    | bei Kisdorf                            | | 53° 49′ 0″ N, 10° 2′ 27″ O   |
| Brekenberg              | 90              | Rendsburg-Eckernförde       | Hüttener Berge, bei Brekendorf         | | 54° 25′ 39″ N, 9° 39′ 11″ O  |
| Holzberg                | 90              | Ostholstein                 | bei Neversfelde                        | | 54° 10′ 44″ N, 10° 32′ 33″ O |

## Erhebungen unter 90 m
Name, Höhe (m ü. NHN), Lage (Landkreis/Landschaft/Ortschaft)
1. Hoheneichen (89 m), Kreis Plön, bei Rastorf am Rastorfer Kreuz
2. Tüteberg (88,3 m), Kreis Rendsburg-Eckernförde, Naturpark Westensee
3. Mühlenberg (88 m), Kreis Ostholstein, bei Bosau
4. Nehms-Berg (87,1 m), Kreis Segeberg, zwischen Bad Segeberg und Plön
5. „Itzespitze“ (83,4 m), Kreis Steinburg, nordöstlich von Hennstedt (Steinburg) an der L121, höchste Erhebung des Kreises Steinburg
6. Grimmelsberg (83 m), Kreis Segeberg, bei Tarbek
7. Höckeberg (82,4 m), Kreis Schleswig-Flensburg, bei Freienwill
8. Immenberg (82 m), Kreis Rendsburg-Eckernförde, Hüttener Berge, bei Brekendorf
9. Mühlenberg (80,7 m), Kreis Herzogtum Lauenburg, bei Niendorf a. d. St.
10. Arnsberg (80,1 m), Kreis Rendsburg-Eckernförde, Hüttener Berge, bei Brekendorf
11. Stein-Berg (80,5 m), Kreis Herzogtum Lauenburg, bei Hohenhorn
12. Albsfelder Berg (80 m), Kreis Herzogtum Lauenburg, bei Albsfelde
13. Dellen (79,5 m), Kreis Steinburg, nördlich von Hennstedt (Steinburg)
14. Stilker-Berg (79,3 m), Kreis Steinburg, östlich von Hennstedt (Steinburg)
15. Lüneburger Berg (79 m), Kreis Herzogtum Lauenburg, bei Kittlitz
16. Karghöde (78,5 m), Kreis Dithmarschen, südlich von Schrum, höchste Erhebung des Kreises Dithmarschen
17. Heiliger Berg (78,1 m), Kreis Rendsburg-Eckernförde, bei Blumenthal (Holstein)
18. Klingberg (78 m), Kreis Stormarn, bei Travenbrück Ortsteil Neverstaven
19. Boxberg (76,8 m), Kreis Rendsburg-Eckernförde, bei Aukrug-Homfeld
20. Hohe Buch Berge (76 m), Kreis Herzogtum Lauenburg, bei Groß Disnack
21. Tütenberg (74,6 m), Kreis Rendsburg-Eckernförde, Hüttener Berge, bei Hummelfeld-Fellhorst
22. Wohlersberg (74,2 m), Kiel, Ortsteil Rönne, höchste Erhebung Kiels
23. Segrahner Berg (73 m), Kreis Herzogtum Lauenburg, bei Gudow
24. Ketelvierth (73 m), Kreis Segeberg bei Großenaspe
25. Pariner Berg (72 m), Kreis Ostholstein, bei Bad Schwartau
26. Kaiserberg (70,6 m), Kreis Steinburg, in Itzehoe an der Trotzenburger Straße
27. Scheersberg (70 m), Kreis Schleswig-Flensburg, bei Quern
28. Blotenberg (69 m), Kreis Rendsburg-Eckernförde, Naturpark Westensee
29. Bakersberg (68 m), Kreis Plön, Gemeinde Lehmkuhlen bei Falkendorf
30. Brunsteen (67,1 m), Kreis Steinburg, westlich von Hennstedt (Steinburg)
31. Warten-Berg (67 m), Kreis Rendsburg-Eckernförde, östlich von Groß Vollstedt
32. „Hademarscher Berge“, (bis 66,6 m), Kreis Rendsburg-Eckernförde, westlich von Hanerau-Hademarschen
33. Hanrades-Berg (66 m), Kreis Rendsburg-Eckernförde, nördlich von Oldenhütten
34. Hamberg (65 m), Kreis Dithmarschen, bei Burg
35. Glasberg (64,2 m), Kreis Steinburg, nördlich von Sarlhusen
36. Schüberg (63 m), Kreis Stormarn, Ammersbek Ortsteil Hoisbüttel
37. Bocksberg (63 m), Kreis Stormarn, bei Ahrensburg
38. Reselithberg (62,8 m), Kreis Steinburg, östlich von Wacken
39. Grippenberg (62 m), Kreis Plön, südöstlich von Dersau
40. Heeschenberg (bis 62 m), Kreis Rendsburg-Eckernförde, bei Schierensee
41. Pinneberg (61 m), Kreis Pinneberg, auf der Insel Helgoland, höchste Erhebung des Kreises Pinneberg
42. Grellberg (61 m), ein Grabhügel nahe Pansdorf
43. Hasenberg (61 m), Kreis Herzogtum Lauenburg, in Lauenburg/Elbe
44. Klingeberg (59 m), Kreis Stormarn, bei Reinbek
45. Galgenberg (57 m), Kreis Plön, Gemeinde Lehmkuhlen bei Trent
46. Fuchsberg (57 m), Kreis Plön, südwestlich von Kleinmeinsdorf
47. Charlottenhöhe (56 m), Kreis Rendsburg-Eckernförde, westlich von Brux
48. Kuckucksberg  (55,2 m), in Kiel
49. Lundtop (54 m), Kreis Schleswig-Flensburg, bei Osterby
50. Sandesberg (53,5 m), Kreis Nordfriesland, in Ostenfeld
51. Voß-Berg (53,2 m), Kreis Rendsburg-Eckernförde, südwestlich von Gokels
52. Twietberge (bis 53,0 m), Kreis Steinburg, in Itzehoe an der Alten Landstraße
53. Jarschenberg (52,0 m), Kreis Rendsburg-Eckernförde, bei Jahrsdorf
54. Borken-Berg (52 m), Kreis Rendsburg-Eckernförde, östlich von Groß Vollstedt
55. Voßbarg (51 m), Kreis Plön, südlich von Höhndorf
56. Glockenberg (50,4 m), Kreis Nordfriesland, bei Hude / Fresendelf
57. Uwe-Düne (50,2 m), Kreis Nordfriesland, auf der Insel Sylt
58. Brautberg (49,1 m), ein Grabhügel im Kreis Rendsburg-Eckernförde, nördlich von Bordesholm
59. Jägerberg (49 m), Kreis Steinburg, in Oelixdorf im Forst Breitenburg
60. Wunderberg (49,0 m), Kreis Steinburg, in Itzehoe an der Friedrich-Ebert-Straße
61. Lands-Berg (48,6 m), Kreis Rendsburg-Eckernförde, bei Homfeld
62. Rehms-Berg (48,0 m), Kreis Rendsburg-Eckernförde, östlich von Achterwehr
63. Blocksberg (47,2 m), Kreis Steinburg, südöstlich von Wacken
64. Twischelberg (45,7 m), Kreis Steinburg, nördlich von Wacken
65. Lieth-Berg (45 m), Kreis Rendsburg-Eckernförde, westlich von Eisendorf
66. Gayen (45 m), Kreis Segeberg, östlich von Fuhlendorf
67. Söhren-Berg (45,0 m), Kreis Rendsburg-Eckernförde, östlich von Achterwehr
68. Rantzauhöhe (44,8 m), Kreis Nordfriesland, bei Stadum
69. Weider-Berg (44 m), Kreis Segeberg, östlich von Bimöhlen
70. Kuh-Berg (43,8 m), Kreis Steinburg, nördlich von Sarlhusen
71. Stollberg (43,4 m), Kreis Nordfriesland, bei Bredstedt
72. „Am Klev“, (41,8 m), Kreis Dithmarschen, südöstlich von St. Michaelisdonn
73. Bornberg, (40 m), Kreis Stormarn, bei Bargteheide / Delingsdorf
74. Breiten-Berg (39,8 m), Kreis Dithmarschen, nördlich von Tellingstedt
75. Tannenberg (37 m), Kiel, im Projensdorfer Gehölz
76. Farbe-Berg (35 m), Kreis Rendsburg-Eckernförde, westlich von Nindorf (bei Hohenwestedt)
77. Hassel-Berg (35 m), Kreis Rendsburg-Eckernförde, südlich von Schönwohld
78. Hoher-Berg (35 m), Kreis Rendsburg-Eckernförde, bei Rodenbek
79. Bunsberg (34 m), Kreis Stormarn, bei Ammersbek
80. Bolls-Berg (33,0 m), Kreis Steinburg, nordwestlich von Looft
81. Kummers-Berg (33 m), Kreis Rendsburg-Eckernförde, nördlich von Schönbek
82. Sütterknoll (31,2 m), Kreis Nordfriesland, Düne bei List auf Sylt
83. Pumpeln-Berg (31,0 m), Kreis Steinburg, südlich von Reher
84. Schobüller Berg (30,7 m), Kreis Nordfriesland, Schobüll
85. Kürberg (30 m), Kiel, im Projensdorfer Gehölz
86. Hackel-Berg (29,6 m), Kreis Rendsburg-Eckernförde, westlich von Bendorf
87. Knivsberg (29 m), Kiel, im Projensdorfer Gehölz
88. Lehm-Berg (29 m), Kreis Rendsburg-Eckernförde, südlich von Dätgen
89. Vierts-Berg (29,0 m), Kreis Rendsburg-Eckernförde, zwischen Gnutz und Aukrug
90. Hinrichsberg (27,9 m), Kreis Ostholstein, Insel Fehmarn, nördlich von Staberdorf
91. Gannerhals-Berg (25,1 m), Kreis Steinburg, südwestlich von Reher
92. Ochsenberg (24,6 m), Kreis Ostholstein, Insel Fehmarn, nördlich von Staberdorf
93. Voss-Berg (27,0 m), Kreis Steinburg, nordwestlich von Looft
94. Auberg (25 m), Kiel, im Projensdorfer Gehölz
95. Ringels-Berg (24 m), Kreis Rendsburg-Eckernförde, östlich von Haßmoor
96. Holmer Sandberge (23 m), Kreis Pinneberg, bei Holm
97. Wellenberge (bis 21,0 m), Kreis Steinburg, Münsterdorfer Geestinsel, bei Dägeling
98. Wulfener Berg (19,6 m), Kreis Ostholstein, Insel Fehmarn, südlich von Wulfen
99. Möwen-Berg (19 m), Kreis Rendsburg-Eckernförde, bei Bokel
100. Magdalenenspitze (16,6 m), Kreis Nordfriesland, Düne in Sankt Peter-Ording